# Пуян
Пуян е град в провинция Хънан, Централноизточен Китай. Административният метрополен район който включва и града е с население от 3 598 740 жители, а в градската част има 969 300 жители (2008 г.). Общата площ на административния метрополен район е 4188 кв. км. Намира се в часова зона UTC+8. МПС кодът е 豫J. Пощенският код е 457000, а телефонния 393.